# 喬佑
喬佑（1493年—？），字德徵，号平川，河南河南府洛陽縣人，軍籍，明朝政治人物。

## 生平
嘉靖四年（1525年）乙酉科河南鄉試第三名舉人。嘉靖八年（1529年）中式己丑科會試第二百八名，登第三甲第一百八十八名進士。初授行人司行人，选授南京湖广道监察御史，十三年丁母忧。起贵州道御史，嘉靖十八年（1539年）巡按辽东，二十一年（1542年）七月大学士夏言被革职闲住，御史乔佑等人以及给事中沈良才等各自上疏论劾夏言负恩误国，法当罢黜，仍将臣等并黜，以为言官不职之戒。嘉靖皇帝认为诸臣结合欺罔，不思尽职，但归恶于上。遂以耳目专一，党附权力，欺蔽朝廷，乔佑等人降一级，降调边方任階州判官。升知縣、山西佥事，嘉靖三十七年（1558年）任山东布政司右参议。歷升副使、參政。

## 家族
曾祖喬四老；祖父喬弘；父喬賢（1456年-1526年），號洛涯，母李氏（1468年-1534年）。慈侍下。兄喬佐。